# Domessin
Domessin ist eine französische Gemeinde mit 1999 Einwohnern (Stand 1. Januar 2022) im Département Savoie in der Region Auvergne-Rhône-Alpes. Sie gehört zum Kanton Le Pont-de-Beauvoisin im Arrondissement Chambéry und ist Mitglied im Gemeindeverband Val Guiers.

## Geographie

### Lage
Domessin liegt am Westrand des Départements auf 348 m, etwa 17 Kilometer westlich der Präfektur Chambéry, 72 Kilometer ostsüdöstlich der Stadt Lyon und 39 Kilometer nördlich der Stadt Grenoble (Luftlinie). Nachbargemeinden von Domessin sind Belmont-Tramonet im Norden, Verel-de-Montbel im Nordosten, La Bridoire im Osten, Saint-Béron und Saint-Albin-de-Vaulserre im Süden, Saint-Jean-d’Avelanne, der zum Département Isère gehörende Teil von Le Pont-de-Beauvoisin, das savoyische Le Pont-de-Beauvoisin und Romagnieu im Westen.

### Topographie
Die Fläche des 9,83 km² großen Gemeindegebiets umfasst einen Teil des Avant-Pays savoyard, des von sanften Erhebungen geprägten savoyischen Vorlandes zwischen dem Grenzfluss Guiers und dem Südende der Hauptantiklinalen des Jura. Der leicht reliefierte Gemeindeboden erreicht im Osten mit 364 m seine höchste Erhebung und fällt nach Westen hin zum Tal des Guiers ab, der bis auf einen zu Le Pont-de-Beauvoisin gehörenden Abschnitt die westliche Gemeindegrenze bildet. Zusammen mit seinem Zufluss Tier, der auf der gegenüberliegenden Seite den Grenzverlauf zieht, entwässert er das Gemeindegebiet. Die Gemeinde ist eine Streusiedlung, deren Fläche zum überwiegenden Teil landwirtschaftlich genutzt wird. Einige größere Weiler sind (von Nordwesten beginnend) Gubin, Le Buyat, Revillet und Le Magnin.

## Geschichte
Der Ort Domessin wurde 1121 im Hochmittelalter erstmals als Standort einer Kirche urkundlich erwähnt (Ecclesia Sancte Marie de Domaissin). Eine spätere, latinisierte Schreibweise war Domessinum. Der Name geht auf den Eigennamen „Domitius“ zurück.

## Bevölkerung
| Jahr                       | 1962 | 1968 | 1975 | 1982 | 1990 | 1999 | 2006 | 2011 |
| Einwohner                  | 954  | 971  | 995  | 1130 | 1271 | 1367 | 1502 | 1793 |
| Quellen: Cassini und INSEE |      |      |      |      |      |      |      |      |

Mit 1999 Einwohnern (Stand 1. Januar 2022) gehört Domessin zu den kleineren Gemeinden des Département Savoie. Nachdem die Einwohnerzahl seit dem Anschluss Savoyens an Frankreich langsam aber kontinuierlich zurückgegangen war (1861 wurden noch 1372 Einwohner gezählt), kehrte sich der Trend in den 1980er Jahren wieder um in eine stark ausgeprägte stetige Bevölkerungszunahme. Die Ortsbewohner von Domessin heißen auf Französisch Domessinois(es).

## Wirtschaft und Infrastruktur
Domessin ist bis heute ein vorwiegend durch die Landwirtschaft geprägtes Dorf, deren Nutzfläche aufgrund der starken Bevölkerungszunahme und daraus folgenden Vergrößerung der Siedlungsfläche leicht zurückgeht. Daneben gibt es verschiedene Betriebe des lokalen Kleingewerbes und einige mittelständische Betriebe. Mittlerweile hat sich das Dorf auch zu einer Wohngemeinde entwickelt. Viele Erwerbstätige sind Wegpendler, die in den größeren Ortschaften der Umgebung und der benachbarten Départements ihrer Arbeit nachgehen.
Der Ort liegt abseits der größeren Durchgangsstraßen in einem Netz von Departementsstraßen, die ihn mit seinen Nachbargemeinden verbinden. Der nächste Autobahnanschluss an die A43 (Lyon–Chambéry) befindet sich in acht Kilometern Entfernung bei Saint-Genix. Als Flughäfen in der Region kommen Lyon-St-Exupéry (Entfernung 67 km) und Chambéry-Savoie (28 km) in Frage.

### Bildung
In Domessin befindet sich eine Grundschule (école primaire).

## Sport
Im Jahr 2024 führte die Tour de France auf der 5. Etappe durch Domessin. Auf der D921E (Route de Pont de Beauvoisin) wurde mit der Côte du Cheval Blanc (335 m) eine Bergwertung der 4. Kategorie abgenommen. Diese wies auf einer Länge von 1,5 Kilometern eine durchschnittliche Steigung von 4,3 % auf. Der Franzose Clément Russo führte über die Bergwertung.